# Retama raetam
Retama raetam là một loài thực vật có hoa trong họ Đậu. Loài này được (Forssk.) Webb miêu tả khoa học đầu tiên.

## Hình ảnh

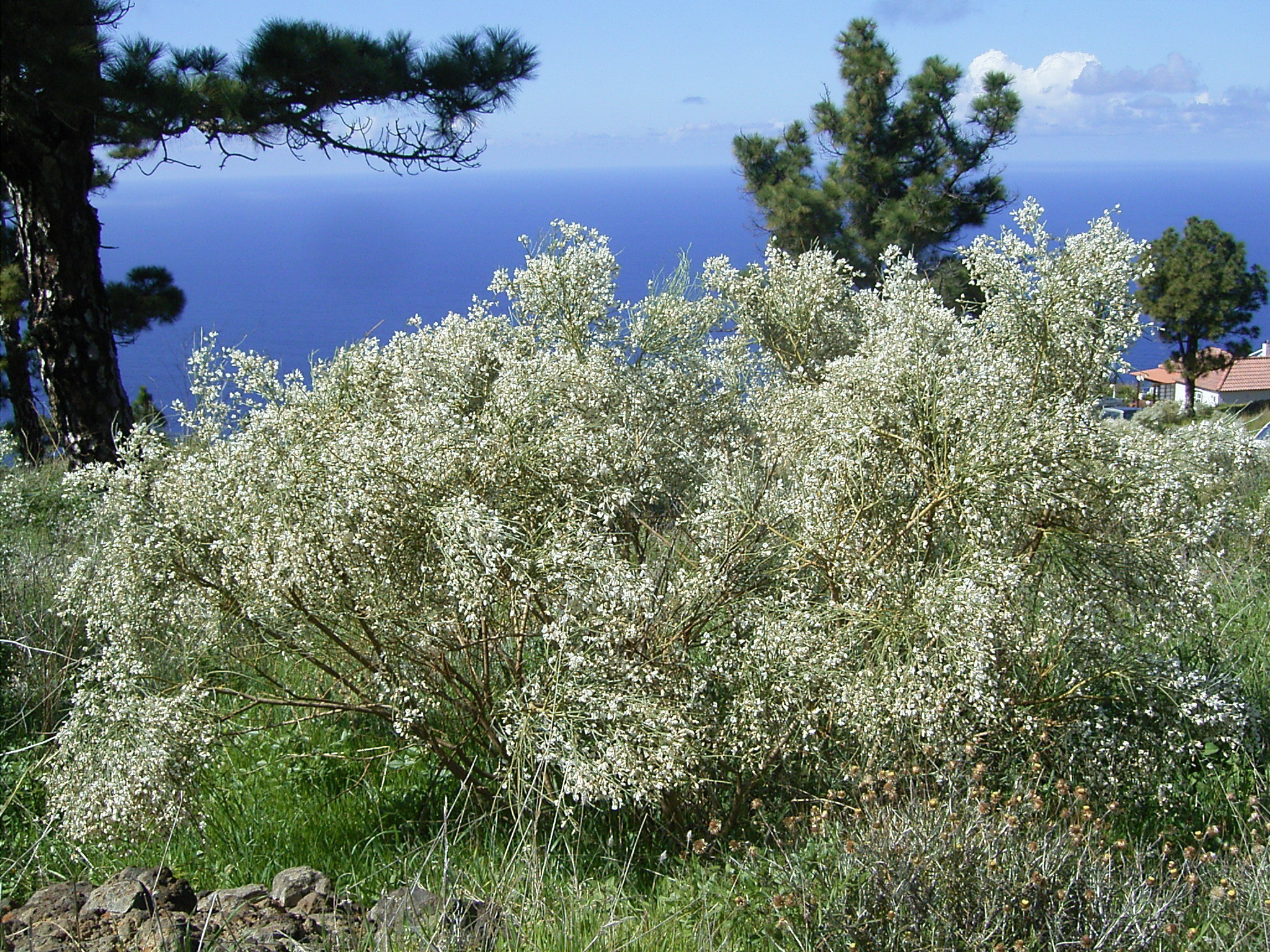
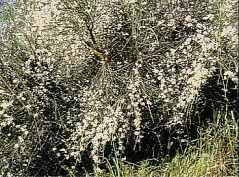
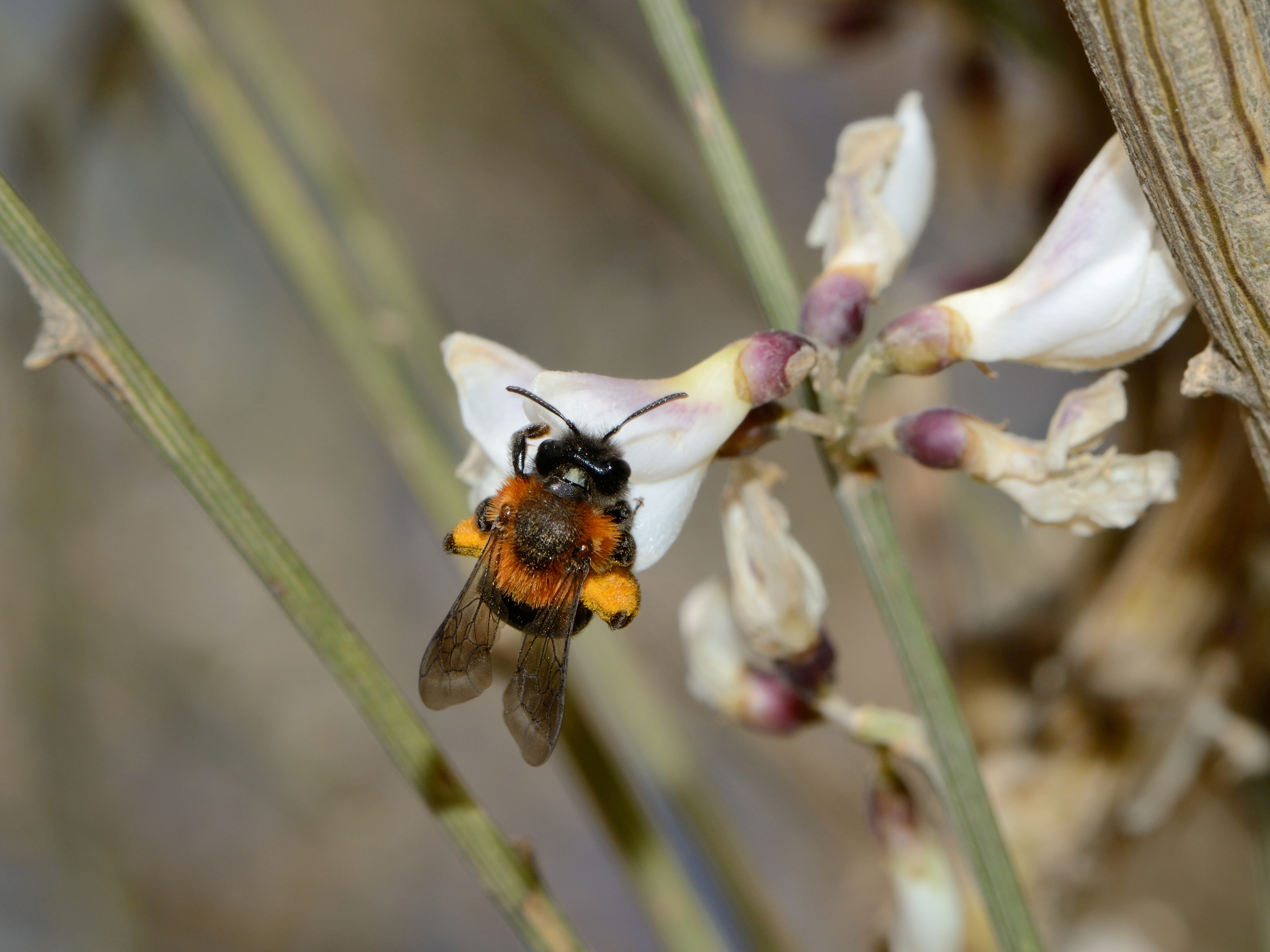
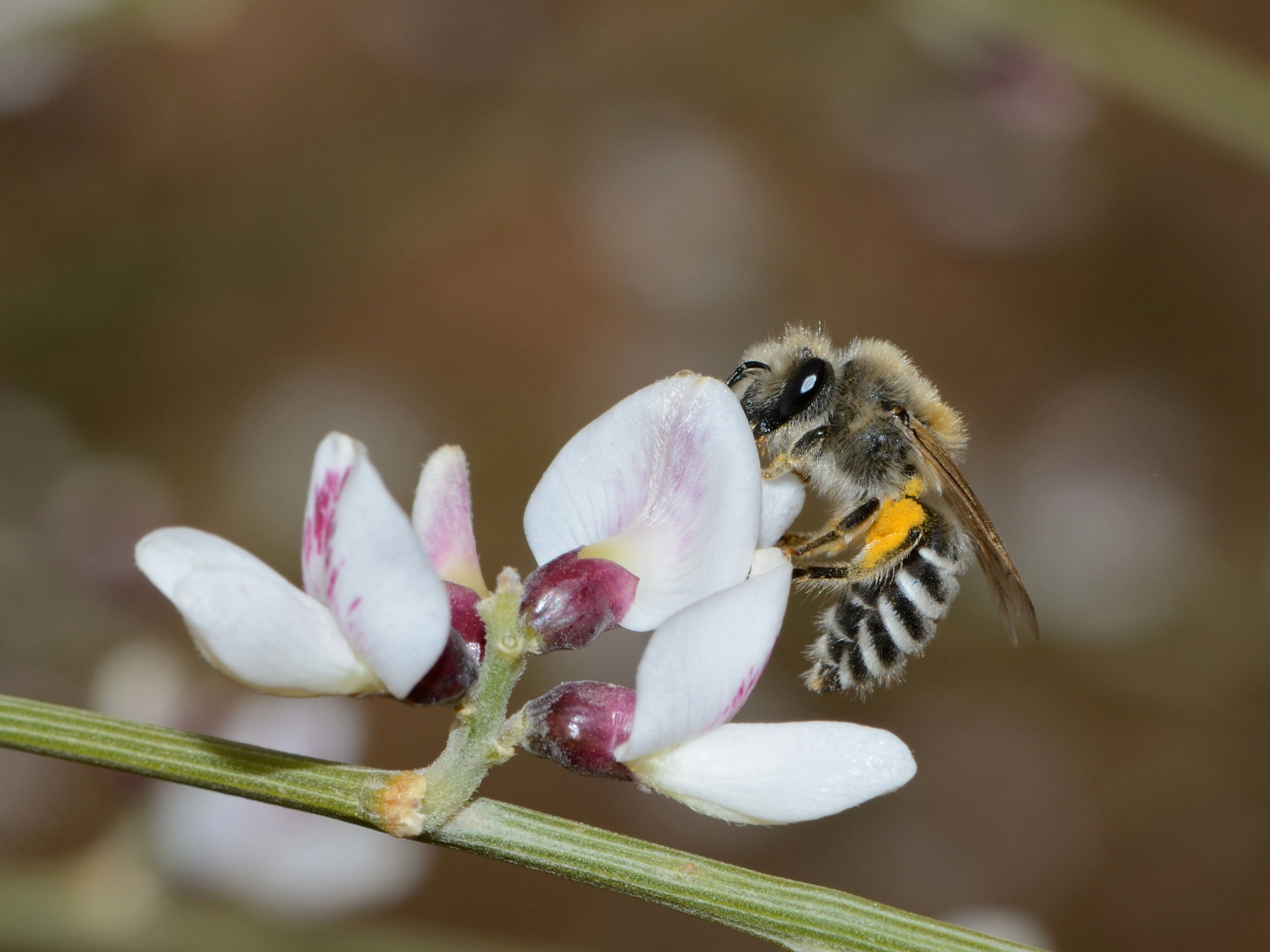